# Trigodon
A Trigodon az emlősök (Mammalia) osztályának a Notoungulata rendjébe, ezen belül a Toxodontidae családjába tartozó nem.

## Tudnivalók
A Trigodon Dél-Amerika egyik nagy testű notoungulátája volt, amely a miocén kortól a pliocén korig élt.
Az állat a mai orrszarvúfélékre hasonlíthatott, mivel homlokán egy szarvat viselt.
A Trigodon lelőhelyek az Andok keleti oldalán, a brazíliai Acre tartományhoz tartozó Solimoes Formation-ban vannak.

## Rendszerezés
A nembe az alábbi 2 faj tartozik:
- †Trigodon gaudryi
- †Trigodon minus

### Fordítás
Ez a szócikk részben vagy egészben  a   Trigodon című angol Wikipédia-szócikk fordításán alapul.  Az eredeti cikk szerkesztőit annak laptörténete sorolja fel. Ez a jelzés csupán a megfogalmazás eredetét és a szerzői jogokat jelzi, nem szolgál a cikkben szereplő információk forrásmegjelöléseként.